# X86s

x86s（也写作X86S、X86-S）是Intel於2023年公布的一个處理器架構，經由改進及簡化x86-64而來。

## 歷史
Intel以8086處理器開創了x86架構的世代，從16位元發展到32位元再發展到64位元，中間經過了四十餘年，隨著微軟在Windows 11完全放棄了32位元系統的支援，Intel韌體也不再原生支援非UEFI64作業系統，但在x86-64處理器上的向下相容性並沒有中斷過，用戶依然可以用市面上的x86-64處理器執行32位元軟體，但其代價是為了老舊軟體相容性而保留下來的老舊線路，已經妨礙了現代x86-64處理器的效能及能效發展，讓處理器發展倍感桎梏。
Intel表示新的x86s架構，其s代表Simplification，精簡化過的x86-64即稱x86s，首要目標為降低當代軟體和硬體體系結構的整體複雜性，勢必要汰除及簡化x86-64中已用不到或者很少用到的部分，移除的部分包括ring 1和ring 2，以及gate這類過時特性，也移除16位元尋址支援，刪除ring 3 I/O介面進入支援，刪除字串介面I/O，並限制中斷控制器(APIC)使用X2APIC，移除傳統8259支援，以及移除一些未使用的操作系統模式
。

## 應用產品
截至2023年7月，尚未正式推出x86s處理器，目前仍僅以白皮書形式存在。